# غلوريا توماس
غلوريا توماس (بالإنجليزية: Gloria Thomas)‏ هي لاعبة بولينغ بريطانية، ولدت في 1943 في Helston ‏ في المملكة المتحدة.